# Jimalalud
Jimalalud est une ville de la province du Negros oriental aux Philippines.
En 2010, la population était de 29 044 habitants.